# Scopula tornisecta
Scopula tornisecta är en fjärilsart, som beskrevs 1916 av Louis Beethoven Prout, endemisk för Kenya. Arten ingår i släktet Scopula och familjen mätare. Inga underarter finns listade i Catalogue of Life.